# John Morgan (nadador)
John Morgan es un deportista estadounidense que compitió en natación adaptada. Ganó quince medallas en los Juegos Paralímpicos de Verano en los años 1984 y 1992.

## Palmarés internacional
| Juegos Paralímpicos | Juegos Paralímpicos                                        | Juegos Paralímpicos | Juegos Paralímpicos |
| Año                 | Lugar                                                      | Medalla             | Prueba              |
| ------------------- | ---------------------------------------------------------- | ------------------- | ------------------- |
| 1984                | Nueva York (Estados Unidos) Stoke Mandeville (Reino Unido) | Medalla de oro      | 100 m mariposa B2   |
| 1984                | Nueva York (Estados Unidos) Stoke Mandeville (Reino Unido) | Medalla de oro      | 100 m libre B2      |
| 1984                | Nueva York (Estados Unidos) Stoke Mandeville (Reino Unido) | Medalla de oro      | 400 m libre B2      |
| 1984                | Nueva York (Estados Unidos) Stoke Mandeville (Reino Unido) | Medalla de oro      | 200 m estilos B2    |
| 1984                | Nueva York (Estados Unidos) Stoke Mandeville (Reino Unido) | Medalla de oro      | 400 m estilos B2    |
| 1992                | Barcelona (España)                                         | Medalla de oro      | 100 m espalda B1    |
| 1992                | Barcelona (España)                                         | Medalla de oro      | 200 m espalda B1    |
| 1992                | Barcelona (España)                                         | Medalla de oro      | 100 m mariposa B1-2 |
| 1992                | Barcelona (España)                                         | Medalla de oro      | 50 m libre B1       |
| 1992                | Barcelona (España)                                         | Medalla de oro      | 100 m libre B1      |
| 1992                | Barcelona (España)                                         | Medalla de oro      | 400 m libre B1      |
| 1992                | Barcelona (España)                                         | Medalla de oro      | 200 m estilos B1    |
| 1992                | Barcelona (España)                                         | Medalla de oro      | 400 m estilos B1-2  |
| 1992                | Barcelona (España)                                         | Medalla de plata    | 100 m braza B1      |
| 1992                | Barcelona (España)                                         | Medalla de plata    | 200 m braza B1      |